# Некрасовка (Орловская область)
Некрасовка — деревня в Орловской области России. 
В рамках административно-территориального устройства входит в Лошаковский сельсовет Орловского района, в рамках организации местного самоуправления — в Орловский муниципальный округ.

## География
Расположена на северо-западной границе города Орла.

## Население
| 2002 | 2010  |
| ---- | ----- |
| 988  | ↗1341 |

Согласно результатам переписи 2002 года, в национальной структуре населения русские составляли 99 % от жителей.

## История
С 2004 до 2021 гг. в рамках организации местного самоуправления деревня входила в Лошаковское сельское поселение, упразднённое вместе с преобразованием муниципального района со всеми другими поселениями путём их объединения в Орловский муниципальный округ.